# شو يوشيناغا
شو يوشيناغا (باليابانية: 吉永 昇偉) (مواليد 18 أبريل 2000) هو لاعب كرة قدم ياباني.

## وصلات خارجية
- شو يوشيناغا على موقع رابطة كرة القدم اليابانية للمحترفين (اليابانية)
- شو يوشيناغا على موقع قاعدة بيانات كرة القدم.إي يو (الإنجليزية)
- شو يوشيناغا على موقع Soccerway.com (الإنجليزية)
- شو يوشيناغا على موقع عالم كرة القدم.نت (الإنجليزية)